# Sijetindienskij chriebiet
Sijetindienskij chriebiet (ros. Сиетиндэнский хребет) – pasmo górskie w azjatyckiej części Rosji, w Jakucji. Stanowi boczne pasmo Gór Wierchojańskich, na wschód od głównej grani tych gór (pasma Orułgan). Ciągnie się równolegle do pasma Orułgan na długości około 150 km. Od wschodu ogranicza je dolina rzeki Omołoj, za którą znajduje się pasmo Kułar.
Najwyższy szczyt (bez nazwy) ma wysokość 1929 m n.p.m.
Pasmo zbudowane z piaskowców, mułowców, łupków. Roślinność tundrowa, w dolinach tajga modrzewiowa.  